# هوارد هیوز کورپوریشن
هَوارد هیوز کورپوریشن (انگلیسی: Howard Hughes Corporation) شرکت املاک آمریکایی است، که در سال ۱۹۱۳ تأسیس شد.